# Syfy (Latinoamérica)
Syfy (estilizado como SYFY) fue un canal de televisión por suscripción latinoamericano de origen estadounidense que emitió cine y series de ciencia ficción, junto con otros géneros del cine como la aventura, la fantasía, el horror y los fenómenos paranormales.
Algunas de las series que emitió 
son Ghost Hunters, Destination Truth, Stargate Atlantis, Temblores, Siete días, American Gothic, El centinela, Charmed, Battlestar Galactica (Reimaginada), Héroes y Tierra 2, entre otras series. Además, emite la programación doblada en Español (series y películas).
Fue propiedad de NBCUniversal, operado por NBCUniversal International Networks y distribuido por Ole Distribution, una empresa formada entre Ole Communications y Warner Bros. Discovery.
La señal cerró completamente el 1 de octubre de 2023 siendo reemplazada por el canal USA, tras 19 años de su salida al aire.
Actualmente, todo el contenido original de SyFy se encuentra en su paquete de canales premium Universal+.

## Syfy HD
El 31 de octubre de 2016 se lanzó en exclusiva por DirecTV su señal de alta definición Syfy HD en el canal 1219.

## Señales
La estructura del canal estaba compuesta de 2 señales, las cuales fueron emitidas en alta definición de forma nativa en simultáneo con la señal en resolución estándar.
- Señal Panregional: señal emitida para toda Latinoamérica y el Caribe. Sus horarios de referencia correspondían a los de Bogotá (UTC-5), Ciudad de México (UTC-6), Santiago (UTC-3/-4 DST) y Buenos Aires (UTC-3).
- Señal Brasil: señal emitida exclusivamente para Brasil en portugués brasileño. Su horario de referencia correspondió a la ciudad de Brasilia y São Paulo (UTC-3/-2 DST).